# Stuart Hamblen

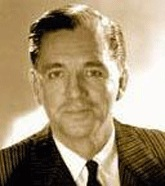
Stuart Hamblen

Stuart Hamblen (* 20. Oktober 1908 als Carl Stuart Hamblen in Kellyville, Marion County, Texas; † 8. März 1989 in Santa Monica, Kalifornien) war ein US-amerikanischer Country-Sänger und Songwriter.

## Anfänge
Stuart Hamblen war der Sohn eines texanischen Wanderpredigers. Als Jugendlicher begeisterte er sich für Pferde und Rodeos. Er schloss eine Ausbildung zum Lehramt ab, versuchte allerdings, zunächst im Musikgeschäft Fuß zu fassen. Ab Mitte der 1920er Jahre hatte er regelmäßige Auftritte bei texanischen Radiostationen. 1927, nach dem Gewinn eines Talentwettbewerbs, zog er nach Camden, New Jersey, und spielte dort für das Victor-Label einige Singles ein. Anfang der 1930er zog er weiter nach Kalifornien, wo er sich verschiedenen Bands anschloss, darunter für kurze Zeit den populären Beverly Hill Billies.

## Karriere
In Kalifornien stieg er schnell zu einem der beliebtesten Radiostars auf. 1934 hatte er bei KMTR, einem Sender in Hollywood, zwei tägliche Shows. Mit My Mary konnte er seinen ersten Schallplattenerfolg verbuchen. 1934 schloss er mit dem renommierten Decca-Label einen Schallplattenvertrag ab. Auch als Songwriter war er erfolgreich. Sein Song Texas Plains wurde von zahlreichen Musikern interpretiert. In mehreren Hollywood-Western übernahm er kleinere Rollen, meist die eines Bösewichts. Er war begeisterter Jäger und besaß eigene Rennpferde. Seine Vorliebe für alkoholische Exzesse und Schlägereien brachten ihm mehrfach Nächte im Polizeigewahrsam ein.
In den 1940er Jahren war er einer der erfolgreichsten Showstars Kaliforniens und in nahezu jeder Beziehung die Verkörperung des Cowboys. Seit 1948 bei Columbia Records unter Vertrag,  gelang ihm 1949 mit dem selbst komponierten (Remember Me) I'm The One Who Loves You ein großer Hit. Im gleichen Jahr wurde er vom Prediger Billy Graham zu einem gläubigen Christen bekehrt. 1952 bewarb er sich für die Prohibition Party, die sich für die Wiedereinführung der Prohibition in den Vereinigten Staaten einsetzte, um das Amt des US-Präsidenten. Bei der Wahl erzielte er mit seinem Vizepräsidentschaftskandidaten Enoch M. Holtwick 73.412 Stimmen, was einem Anteil von 0,1 Prozent entsprach.
Nachdem er einen Großteil seiner Laster aufgegeben hatte, trat das Schreiben von Songs mehr und mehr in den Vordergrund. 1954 wechselte er zum RCA Victor Label. Hier gelang ihm im gleichen Jahr mit This Ole House ein Welthit. Ein weiterer Erfolg war It’s No Secret. In den 1950er Jahren gab er sein Cowboy-Image auf. Er spielte überwiegend Gospel-Musik und war auch hiermit erfolgreich. 1970 wurde er in die Nashville Songwriters Hall of Fame aufgenommen. Zwei Jahre später erhielt er den „Pioneer Award“ der Academy of Country Music. 1976 bekam er einen Stern auf dem Hollywood Walk of Fame.

## Diskografie

### Alben
| Jahr | Titel                                       | Label    | Anmerkung |
| ---- | ------------------------------------------- | -------- | --------- |
| 1956 | It’s No Secret                              | RCA      |           |
| 1957 | Grand Old Hymns                             | RCA      |           |
| 1961 | The Spell Of The Yukon                      | Columbia |           |
| 1962 | Of God I Sing                               | Columbia |           |
| 1966 | In The Garden (& Other Inspirational Songs) | Camden   |           |
| 1967 | I Believe                                   | Harmony  |           |

## Auszeichnungen
| Jahr | Org. | Award         | Titel                                      |  |
| ---- | ---- | ------------- | ------------------------------------------ |  |
| 1972 | ACM  | Pioneer Award | „Erster Country & Western Star des Radios“ |  |

| 1970 | Nashville Songwriters Hall of Fame |

## Filmografie
- 1946: Karten, Kugeln, Banditen (Plainsman and the Lady)
- 1950: Terror über Colorado (The Savage Horde)